# Micropsectra chlorophila
Micropsectra chlorophila е насекомо от разред Двукрили (Diptera), семейство Хирономидни (Chironomidae). Този вид е ендемичен във Франция.